# Tour de Colombie 1987
Le Tour de Colombie 1987, qui se déroule du 10 au 22 juin 1987, est une épreuve cycliste remportée par le Colombien Pablo Wilches. Cette course est composée d'un prologue et de douze étapes.

## Classement général
| Classement final | Classement final | Classement final | Classement final | Classement final    |
|                  | Coureur          | Pays             | Équipe           | Temps               |
| ---------------- | ---------------- | ---------------- | ---------------- | ------------------- |
| 1er              | Pablo Wilches    | Colombie         | Manzana Postobón | en 38 h 22 min 16 s |
| 2e               | Luis Herrera     | Colombie         | Café de Colombia | + 27 s              |
| 3e               | Gustavo Wilches  | Colombie         | Postobón amateur | + 1 min 41 s        |
| modifier         |                  |                  |                  |                     |